# « V » Is for Vagina
 « V » Is for Vagina est le premier album de Puscifer sorti en 2007.

## Liste des Chansons
1. Queen B - 3:55
2. DoZo - 4:00
3. Vagine Mine - 5:35
4. Momma Sed - 3:24
5. Drunk With Power - 5:00
6. The Undertaker - 4:00
7. Trekka (Sean Beaven Mix) - 4:43
8. Indigo Children - 6:23
9. Sour Grapes - 6:45
10. Rev 22:20 - 4:40
11. Cuntry Boner - 3:55
12. The Undertaker (Renholder Mix) - 4:00

### Chansons bonus de l'édition E-Deluxe
1. The Undertaker (Spanish Fly Mix) – 3:44
2. Lighten Up, Francis (M. Keenan, T. Alexander) – 4:10
3. Queen B. (BLESTeNATION Mix) – 3:25
4. Momma Sed (BLESTeNATION Mix) – 4:47
5. Queen B. (vidéoclip)

## Édition vinyle
L'album a également été lancé en double album vinyle le 29 avril 2008, incluant deux des cinq chansons bonus de l'édition E-Deluxe.

### Liste des pistes

#### Côté A
1. Queen B. (M. Keenan, T. Alexander) – 3:56
2. DoZo (M. Keenan, B. Lustmord)> – 4:00
3. Lighten Up, Francis (M. Keenan, T. Alexander) – 4:10

#### Côté B
1. Vagina Mine (M. Keenan) – 5:35
2. Momma Sed (M. Keenan/MJ, T. Commerford, B. Wilk, J. Polonsky) – 3:24
3. The Undertaker (Spanish Fly Mix) – 3:44

#### Côté C
1. Drunk with Power (M. Keenan, B. Lustmord) – 5:01
2. The Undertaker (M. Keenan, D. Lohner) – 4:00
3. Trekka (M. Keenan, B. Lustmord) – 4:46

#### Côté D
1. Indigo Children (M. Keenan) – 6:22
2. Sour Grapes (M. Keenan, J. Polonsky, T. Alexander) – 6:45
3. REV 22:20 (Dry Martini Mix) (M. Keenan, D. Lohner) – 5:08